# Schanzenkopf (Hunsrück)
Der Schanzenkopf ist eine bewaldete Erhebung in der Nahelandregion auf der dem Soonwald und dem Hunsrück zugewandten nördlichen Seite der Nahe.
Er liegt zentral zwischen Rheinhessen, dem Soonwald und dem Nordpfälzer Bergland.
Der 321 m hohe Berg befindet sich ca. 1 km westlich der Kreisstadt Bad Kreuznach. Ein Ausläufer des Schanzenkopfs ist der Rotenfels, südlich der höchsten Erhebung. Der Rotenfels ist in Deutschland mit 202 m Höhenunterschied die höchste Steilwand nördlich der Alpen.
Weitere angrenzende Gemeinden sind Rüdesheim im Nordwesten, Hüffelsheim im Westen, Traisen und Norheim im Südwesten und Bad Münster am Stein Ebernburg im Süden.

## Fernmeldeturm
Auf der Erhebung befindet sich der Fernmeldeturm Bad Kreuznach vom Typ 2. Der in der Gemarkung Bad Kreuznach stehende Turm wird von T-Systems betrieben (Sendetechnik) und ist mit 127 m das höchste Bauwerk des Landkreises Bad Kreuznach. Eigentümer des Turmes ist die Telekom-Tochter Deutsche Funkturm GmbH.